# ALFA 20/30 HP
ALFA 20/30 HP — автомобіль виробництва компанії ALFA (італ. Anomma Lombardo Fabrica Avtomobile, тепер Alfa Romeo). Модель «20/30 HP» виготовлялась у трьох виконаннях: чотирициліндровий 4-6-місний турер 1910 року, покращена версія «20/30 HP E» 1914 року і чотиримісний спорткар «20/30 HP ES Sport» 1921 року.
Автомобіль «ALFA 20/30 HP» був майже ідентичним до моделі «24 HP» 1910 року і міг називатись «HP 24 Series E». Двигун був такий же, як і у «24 HP» але мав розподільний вал з боковим розташуванням ланцюга приводу для зменшення шуму. Максимальна потужність зросла до 49 к. с., 2400 об/хв, максимальна швидкість 115 км/год. Авто було доступне з двома типами кузова: «седан» і «фаетон».
З початком Першої світової війни, 3 серпня 1914 року, Італія оголосила про свій нейтралітет, і заводи ALFA не були безпосередньо зачеплені війною чи воєнним виробництвом. Між 1914 і 1915 роками було випущено 285 одиниць 20/30 HP. У 1915 році було виготовлено 95 шасі для 20/30 HP, але закінчені вони були лише у 1920 році.

## 20/30 ES Sport

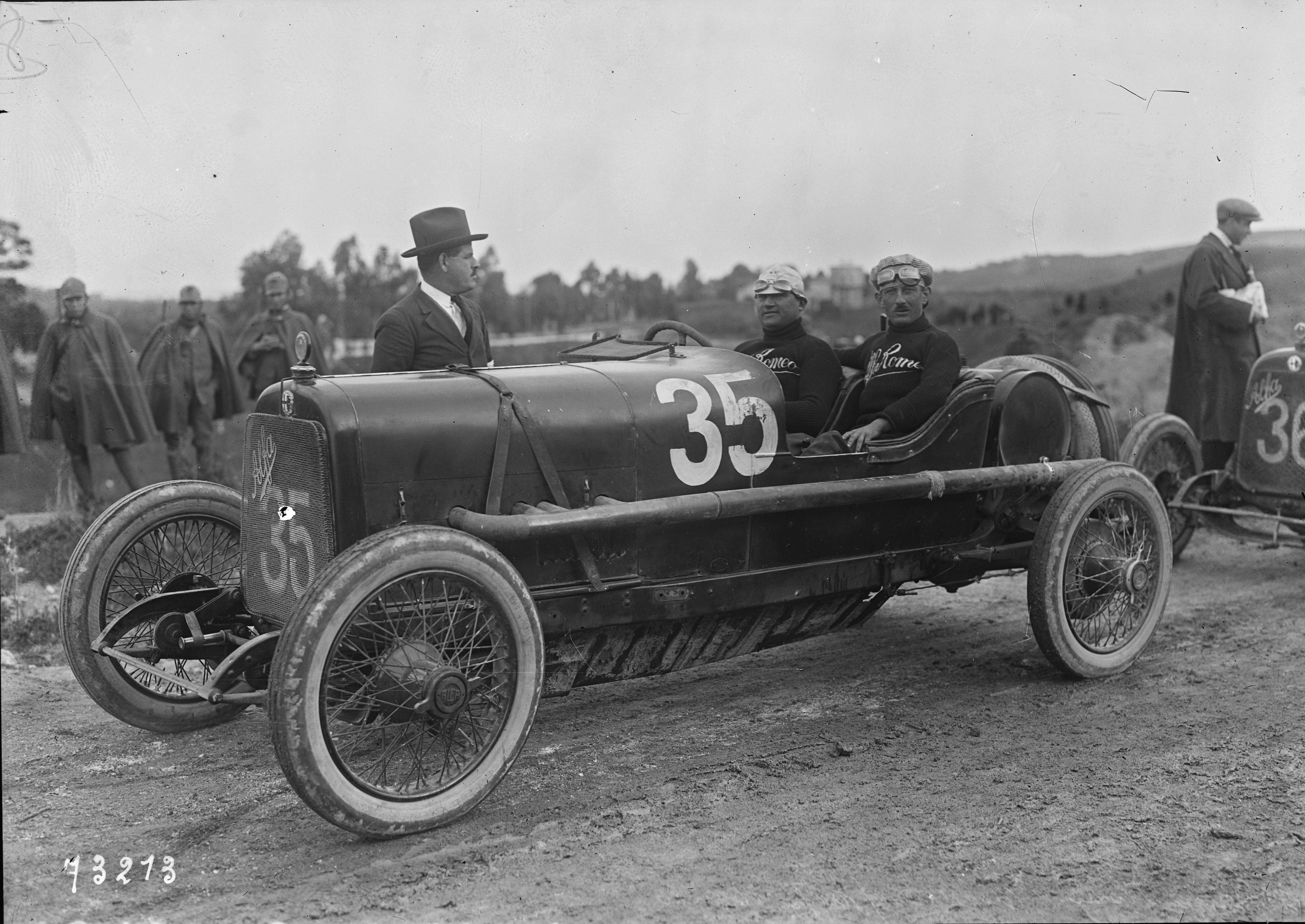
Антоніо Аскарі на Alfa Romeo 20/30 ES у 1922 під час перегонів «Targa Florio»

Alfa Romeo Torpedo 20/30 HP став першим автомобілем під брендом «Alfa Romeo», замість старого бренду «ALFA 20/30 HP», він мав рядний чотирициліндровий двигун з боковим розташуванням клапанів та робочим об'ємом 4250 см³ і потужність 67 к. с. Маючи ціну у три рази вищу від ціни Ford Model T, що було значимим одразу після війни, автомобіль міг претендувати лише на сегмент вищого класу.
«ES Sport» було створено на основі моделі «20/30 HP E» 1914 року. Літеру «S» було додано, щоб підкреслити спортивність авто. Воно мало електричні ліхтарі і стартер. Шасі було вкорочено, порівняно з попередньою моделлю E.
Технічні характеристики «ES Sport»:
- двигун: рядний, 4-циліндровий;
- робочий об'єм: 4250 куб. см;
- потужність: 67 к. с. при 2600 об/хв.;
- максимальна швидкість: 130 км/год.

Енцо Феррарі розпочав свою перегонову кар'єру саме на «20/30 ES», в команді з Антоніо Аскарі і Уго Сівоччі.
Висока ціна цієї моделі була однією з причин, що вироблено було лише 124 автомобілі.